# Мураши
Мураши (рус. Мураши) град је у Русији у Кировској области. Према попису становништва из 2010. у граду је живело 6750 становника.

## Становништво
| 1939. | 1959.  | 1970.  | 1979.  | 1989.  | 2002. | 2010. |
| ----- | ------ | ------ | ------ | ------ | ----- | ----- |
| 7.500 | 14.216 | 12.700 | 11.363 | 10.059 | 7.650 | 6.750 |